# Clévis Ashu Tambe
Clévis Ashu Tambe (ur. 1 stycznia 1985 w Muyuce) – kameruński piłkarz grający na pozycji napastnika. W swojej karierze rozegrał 8 meczów w reprezentacji Kamerunu.

## Kariera klubowa
Swoją karierę piłkarską Ashu Tambe rozpoczął w klubie Sahel FC. W sezonie 2006 zadebiutował w jego barwach w pierwszej lidze kameruńskiej. W latach 2007–2010 był piłkarzem Fovu Baham, z którym w 2010 zdobył Puchar Kamerunu. W sezonie 2010/2011 był zawodnikiem Coton Sport FC de Garoua, z którym sięgnął po dublet - mistrzostwo i puchar kraju. W latach 2011–2014 występował w Unionie Duala. W sezonie 2011/2012 wywalczył z nim mistrzostwo Kamerunu. W 2015 roku występował w New Star FC, a następnie na sezon 2015/2016 trafił do tureckiego klubu 1960 Silopispor. W latach 2016–2017 ponownie był piłkarzem Coton Sport FC, z którym w sezonach 2016 i 2017 dwukrotnie został wicemistrzem kraju. W latach 2018–2019 grał w Djiko FC de Bandjoun, a w sezonie 2019/2020 w UMS de Loum, w którym zakończył karierę.

## Kariera reprezentacyjna
W reprezentacji Kamerunu Ashu Tambe zadebiutował 24 sierpnia 2012 w zremisowanym 2:2 towarzyskim meczu z Syrią, rozegranym w Delhi. Od 2012 do 2013 rozegrał w kadrze narodowej 8 meczów.